# Джеймс Мюррей
Сер Джеймс Август Генрі Мюррей (англ. Sir James Augustus Henry Murray; нар. 7 лютого 1837, Денхолм, (північ Шотландії) — пом. 26 липня 1915, Оксфорд) — британський лексикограф та філолог. Головний редактор Оксфордського Словника Англійської мови (англ. Oxford English Dictionary) з 1879 року до своєї смерті.

## Життєпис
Джеймс Мюррей народився в селі Денхолм поблизу Гоїка (Шотландія) у багатодітній родині кравця Томаса Мюррея (1811—1873). В юності Джеймс був пристрастним до навчання, покинув школу в чотирнадцять років, оскільки батьки не мали змоги оплачувати його навчання. У сімнадцять років він став викладачем у гімназії Гоїка. В 1856 році він був одним із засновників археологічного товариства в Гоїку (англ. Hawick Archaeological Society). Мюррей працював учителем і банківським клерком, але завжди виявляв велике зацікавлення до інших галузей, зокрема, філології. Його членство у Британському філологічному товаристві та його книга з шотландських діалектів, опублікована в 1868 році, дозволили йому встановити багато важливих наукових контактів.
У 1861 році познайомився зі своєю майбутньою дружиною Меггі Скотт. За два роки у них народилася дочка, яка невдовзі померла від туберкульозу. На туберкульоз захворіла і Меггі, і за порадою лікарів подружжя переїхало до Лондона, подалі від суворих шотландських зим. У Лондоні він влаштувався керуючим в «Банку Індії-Австралії і Китаю». У вільний час вивчав мови та етимологію.

## Оксфордський словник
У 1879 році видавництво Oxford University Press запросило його відредагувати новий словник англійської мови, запропонований філологічним товариством (англ. London Philological Society). Незважаючи на деякі початкові розбіжності між Мюрреєм і видавництвом з приводу редакційних правил, Мюррей незабаром погодився почати офіційну роботу над проектом.
Мюррей ініціював будівництво спеціально сконструйованого робочого приміщення з профільованого металевого листа під назвою «Скрипторіум», в якому зберігалися дві тонни цитат з джерел, зібраних філологічним товариством, і де працювали він і його помічники. Знайшовши деякі помилки та упущення в матеріалах Товариства, він створив «програму читання», в рамках якої зібрав ще більше цитат для словника. Програма читання, схожа на програму Мюррея, й на початку ХХІ сторіччя використовується як основний метод збору матеріалу для перегляду словника.
Протягом багатьох років між Мюрреєм і делегатами Видавництва Оксфордського університету постійно виникали суперечки і протистояння. У якийсь момент Мюррей був близький до виходу з проекту. Незважаючи на проблеми, Мюррей продовжував працювати над словником до самої смерті. Його вклад в розвиток словника є вражаючим. Він встановив стандарти та оригінальну модель для роботи і особисто відредагував половину першого видання.
В 1908 році йому було присвоєно лицарський титул.
Серед його нащадків — Освін Мюррей.

### В культурі
У фільмі 2019 року «Геній і безумець» роль Мюррея виконав Мел Гібсон.